# Rio Neves
O rio Neves é um rio brasileiro que banha o estado do Maranhão.
Esse rio passa pelo município de São Raimundo das Mangabeiras.